# Opzoomeren

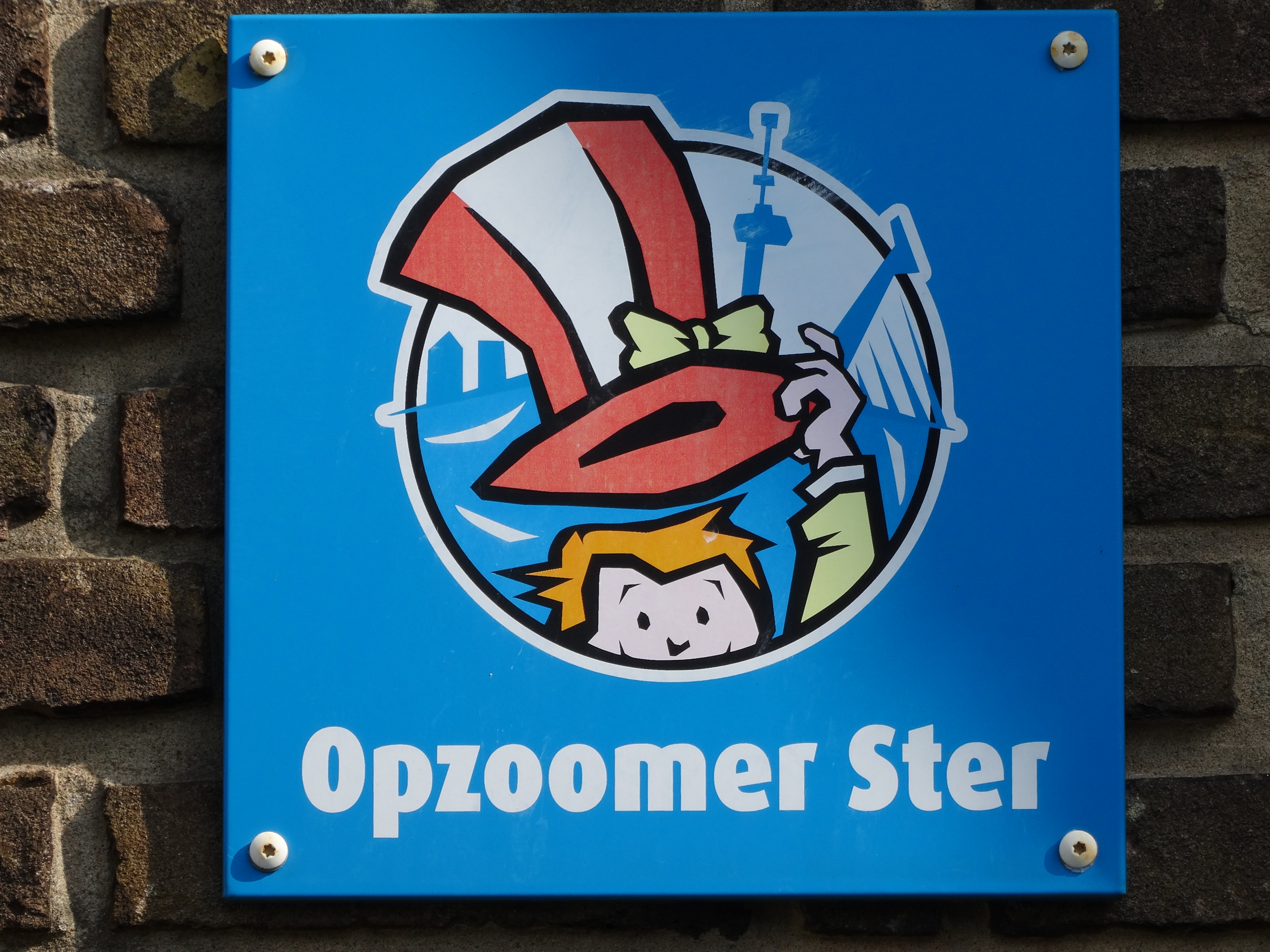
Auszeichnung Opzoomer Ster(n), mit dem offiziellen Logo der Initiative

Der Begriff Opzoomeren steht für eine seit 1989 bestehende Bürgerinitiative in Rotterdam. Sie sorgt in konzertierten Aktionen für die Verschönerung von Anwohnerstraßen. Auch der Zusammenhalt und die Sicherheit der Straßengemeinschaft steht im Vordergrund. Die Initiative Opzoomeren existiert nur innerhalb der Gemeindegrenzen Rotterdams.

## Opzoomerstraat
Der Begriff entstand in der Opzoomerstraat in der Siedlung Nieuwe Westen im  Rotterdamer Stadtviertel Delfshaven.
Zu Ende der 1980er Jahre verkam die 120 Meter lange Straße, die nach dem Jurist und Philosoph Cornelis Willem Opzoomer (1821–1892) benannt ist, in zunehmender Weise. Drogenabhängige bewohnten ungepflegte Häuser und oft fand sich Unrat an der Straße und sorgte für anhaltende Unzufriedenheit der übrigen Anwohner. Auf einem Anwohnerabend im Jahr 1989 beschloss man nicht mehr weiter auf polizeiliche Arbeit und schleppende Hilfe der Gemeinde zu warten, sondern selbst aktiv zu werden. Die Straße wurde in einer konzertierten Aktion von Müll befreit, gereinigt, Hausfassaden beleuchtet und die Straße bepflanzt. Mithilfe der Polizei konnten auch die Drogen aus der Straße verbannt werden.

## Soziale Erneuerung
Diese Aktion blieb von der Rotterdamer Öffentlichkeit nicht unbemerkt 1990 erhielt die Straßengemeinschaft für ihren Einsatz gegen kriminelles Umfeld den Hein Roethofprijs. Die Aktion in der Opzoomerstraat war auch ein gutes Beispiel für die „Soziale Erneuerung“ („Sociale Vernieuwing“), ein Oberbegriff für die gemeinsame Bewältigung von Problemen in der Großstadt.
Das ehemalige Ausschussbüro Sociale Vernieuwing der Gemeinde Rotterdam stellte sich auch gleich hinter die Initiative und regte im Stadtgebiet auch andere Straßengemeinschaften an, dem Vorbild der Opzoomerstraat zu folgen. Opzoomeren wurde zu einem lokalen Trend und führte am 28. Mai 1994 zu einem städtischen „Opzoomerdag“. 20.000 Rotterdamer waren an diesem Tag unterwegs, um gemeinsam Straßen und Plätze zu säubern. An dem Tag wurde auch die Stiftung Opzoomer Mee Rotterdam ins Leben gerufen. Sie hat die Aufgabe, das Opzoomeren in Rotterdam lebendig zu halten, seine Idee in der Stadt und auch im Land zu verbreiten und teilnehmende Straßen mit der Übernahme organisatorischer Aufgaben, aber auch kleinen finanziellen Hilfen, zu unterstützen. Um diese zu erhalten, muss die Straßengemeinschaft zunächst einen Antrag stellen, der nach Prüfung bewilligt wird. Zu diesen Unterstützungen  gehören kleine dreistellige Geldbeträge, die z. B. für individuelle Nachbarschaftshilfen, Reinigungsarbeiten, Fassadenbegrünungen, Baumpflanzungen, witterungsgeschützte Tauschboxen und Regentonnen genutzt werden können. Die gemeinnützige Stiftung (ANBI) finanziert sich durch Spenden sowie Geldern aus dem Gemeindehaushalt.
Der Begriff geht leicht von der Zunge und ließe sich volksetymologisch etwa mit „Aufsommern“ deuten.

## Weblink
- Website Opzoomer Mee

## Vergleiche auch
- Unser Dorf soll schöner werden